# Investigation Discovery
Investigation Discovery (с 2020 года стилизуется как ID) — тематический телеканал, входящий в семейство Warner Bros. Discovery. В фокусе телеканала — криминалистика: документальные фильмы и программы о расследованиях таинственных исчезновений, загадочных убийств и других преступлений. Проекты основаны на архивных материалах, интервью и реконструкции реальных событий. Слоган канала — «В поисках истины».

## История канала
Планы по запуску телеканала под рабочим названием Time Traveler появились в ноябре 1994 года. Своё вещание он начал в 1996 году под названием Discovery Civilization Network: The World History and Geography Channel. Это была одна из четырех цифровых кабельных сетей, выпущенных Discovery Communications одновременно в октябре 1996 года.
В апреле 2002 года New York Times Television и Discovery Communications объявили о создании совместного предприятия для запуска Discovery Civilization Channel. К тому времени он был доступен в 14 миллионах домохозяйств. Партнёрство было нацелено на то, чтобы актуализировать программное наполнение и дополнить исторические шоу рядом проектов, посвященных текущим событиям.
25 марта 2003 года телеканал был переименован в Discovery Times, в котором основное внимание уделялось американской культуре.
В апреле 2006 года The New York Times продала Discovery Communications свою долю в Discovery Times. В настоящее время все права на канал принадлежат компании Discovery, Inc.
В 2008 году канал получил своё нынешнее название — Investigation Discovery.

### Хронология названий
| Название канала                                                         | Год                     |
| ----------------------------------------------------------------------- | ----------------------- |
| Discovery Civilization Network: The World History and Geography Channel | 1996—1998               |
| Discovery Civilization Channel                                          | 1998—2003               |
| Discovery Times                                                         | 2003—2008               |
| Investigation Discovery                                                 | 2008—2014 и с 2017 года |
| ID Xtra                                                                 | 2014—2017               |

## Международное вещание

### ID в России
Канал вещал в России с апреля 2009 года.
В 2014 году канал получил премию «Золотой луч» в категории «Лучший зарубежный телеканал».
С 2015 года распространением и развитием канала в России занималась компания «Медиа Альянс» — совместное предприятие глобальной компании Discovery, Inc. и «Национальной Медиа Группы».
В начала марте 2022 года остановил вещание в России на фоне вторжения России на Украину.

## Программы канала
- Архивы ФБР
- Брак по ошибке
- Вызов 911
- Дело раскрыто
- Диагноз не установлен
- Злобные мачехи
- Инстинкт убийцы с Крисом Хансеном
- Кошмары по соседству
- Нерасследованное убийство
- Одержимость: Тайные желания
- Паутина лжи
- Расследования с Тэмрон Холл
- Сёстры-монстры
- Смерть в большом городе
- Тайны болот
- Убийство выбрало меня
- Убийство на пороге
- Убийство в сети
- Здесь живёт зло
- В тихом омуте
- Устами мертвеца
- Пропавшие без вести
- Реконструкция убийства
- Расследования журнала "People"
- Расследование с Джоном...
- Воспоминания об убийстве
- Кровные родственники
- Место преступления
- Любовь зла
- Мёртвый сезон
- Что скрывает ложь
- Американский монстр
- Тайны с того света